# General Motors de México
General Motors de México S.A. de C.V. es una subsidiaria con sede en la Ciudad de México de la empresa multinacional estadounidense fabricante de automóviles General Motors. Fue constituida el 23 de septiembre de 1935, siendo actualmente una de las plantas de producción de dicho conglomerado más grandes fuera de su territorio.
Dispone de cuatro plantas de producción, dos instalaciones de almacenamiento y una amplia red de concesionarios en todo el país.

## Breve reseña de General Motors
En junio de 1911, fue fundada en Estados Unidos la General Motors Export Company como subsidiaria de General Motors que había nacido en 1908, gracias al impulso de William C. Durant. Casi de inmediato, la nueva organización inició estudios de mercado en otros países. Su primer representante oficial fue Australia y el segundo en México en 1912.

## Historia de GM en México
En 1935, la división de General Motors Overseas Operations (GMOO) determinó el tipo de operaciones idóneas para satisfacer la creciente demanda del mercado mexicano y anunció la construcción de una planta armadora de camiones en la Ciudad de México. El 23 de septiembre de ese mismo año, fue constituida legalmente la compañía General Motors de México S.A. de C.V. Hasta antes de la fundación de la empresa y de la construcción de la primera planta de GM en México, los vehículos llegaban de los Estados Unidos completamente armados. Eran enviados por ferrocarril a través de Laredo (Texas) y Ciudad Juárez, Chihuahua, o bien, por flete marítimo a los puertos de Veracruz, Veracruz y Tampico, Tamaulipas, desde donde a su vez eran transportados vía férrea. En el país solamente les eran instalados algunos detalles, tales como micas, limpiaparabrisas y ciertos ornamentos.
A efecto de construir la primera planta de ensamble, fue adquirido un predio de 44 000 m² (10,9 acres) sobre lo que en la actualidad es la Avenida Ejército Nacional y que por entonces se llamaba Calzada de los Morales. GMM inició sus actividades de venta directa a los distribuidores que venían comercializando las marcas: Buick, Cadillac, Pontiac, LaSalle, Chevrolet, etc. En febrero de 1936, la empresa organizó su primera exposición de automóviles, dentro de los cuales destacaron un LaSalle descapotable y un Chevrolet sedán de 1936, el cual fue el primer coche fabricado totalmente de lámina de acero desechando por completo a la madera de la estructura de su carrocería. El 16 de abril de ese mismo año, el entonces regente del Departamento Central (posteriormente Departamento del Distrito Federal), Cosme Hinojosa, presidió la ceremonia de colocación de la primera piedra de la planta. Cinco meses después la edificación fue terminada con un área techada de 9300 m² (2,3 acres).
Noventa días después de la inauguración, el 18 de enero de 1937, salió de la línea de ensamble el primer camión Chevrolet armado en México. La planta contaba ya con 222 trabajadores y tenía una capacidad de producción de diez unidades diarias. El sindicato y GMM firmaron su primer contrato colectivo en el mes de marzo, con un salario de $4.00 diarios para obreros no calificados.
Después de más de treinta años de labores de ensamblaje, en 1965 se inicia la producción en la novedosa planta de forjado, fundición y producción de motores de General Motors de México, la cual se encuentra ubicada en Toluca, Estado de México.
Posteriormente, en 1979 GM de México produjo su vehículo número 50,000, cifrando así la mayor cifra de autos manufacturados en sus plantas; y con ello marcaba un nuevo récord que supera al anterior de 49 424 unidades en 1978. En la segunda visita del Papa Juan Pablo II a México, General Motors de México proveyó el vehículo oficial de la procesión: el famoso Papamóvil, que se hizo sobre la base de una camioneta Chevrolet Cheyenne de color blanco y una roja, especialmente adaptada para los requerimientos de su seguridad y desplazamiento.

### Plantas de producción
Al inicio, la primera y única planta de producción era la del Distrito Federal, donde desde 1935 se fabrican partes plásticas y algunos de los estampados de chapas de acero para la producción de automóviles de la marca del corbatín y de otras.
- Toluca (1965)
- Ramos Arizpe (1981)
- Silao (1995)
- San Luis Potosí (2008)

### Marcas
Las principales marcas que se comercializan actualmente en el mercado mexicano son:
- Chevrolet
- GMC
- Buick
- Cadillac

Anteriormente, marcas tales como Pontiac, Hummer, LaSalle, Saab Automobile, Oldsmobile, Saturn Corporation y Opel (bajo el nombre de Chevrolet), además de Fiat, que por un corto período fue importado a México por la empresa,  hicieron parte del portafolio de productos de la GM en México hasta su desaparición, tras la reestructuración de General Motors Corporation por la Gran Recesión de 2008, o bien, se haya suspendido su comercialización en el país por razones estratégicas.
| Modelo                          | Período                                       | Imagen |
| ------------------------------- | --------------------------------------------- | ------ |
| Chevrolet Astra (G)             | 2000-2006                                     |        |
| Chevrolet Astra (H)             | 2006-2008                                     |        |
| Chevrolet Aveo                  | 2008-presente                                 |        |
| Chevrolet Avalanche             | 2002-2013                                     |        |
| Chevrolet Bel Air               | 1950-1957                                     |        |
| Chevrolet Biscayne              | 1958-1963                                     |        |
| Chevrolet Blazer                | 1991-2001 y 2019-presente                     |        |
| Chevrolet Camaro                | 1994-2002 y 2010-presente                     |        |
| Chevrolet Caprice               | 1976-1983                                     |        |
| Chevrolet Captiva Sport         | 2008-2015 y 2022-presente                     |        |
| Chevrolet Cavalier              | 1990-2004 y 2017-presente                     |        |
| Chevrolet Celebrity             | 1982-1989                                     |        |
| Chevrolet Chevelle              | 1964-1975 y 1979-1981                         |        |
| Chevrolet Corsa Classic "Chevy" | 1994-2012                                     |        |
| Chevrolet Citation              | 1982-1985                                     |        |
| Chevrolet Colorado              | 2004-presente                                 |        |
| Chevrolet Corvette              | 1991-presente                                 |        |
| Chevrolet Cruze                 | 2009–2018                                     |        |
| Chevrolet Delray                | 1958                                          |        |
| Chevrolet Epica                 | 2009                                          |        |
| Chevrolet Equinox               | 2004-2008 y 2016-presente                     |        |
| Chevrolet Express               | 1997-presente                                 |        |
| Chevrolet Fleetline             | 1949-1952                                     |        |
| Chevrolet Fleetmaster           | 1946-1948                                     |        |
| Chevrolet Impala                | 1958-1975 2000-2003                           |        |
| Chevrolet Lumina APV            | 1995-1996                                     |        |
| Chevrolet LUV                   | 1998-2005                                     |        |
| Chevrolet Malibú                | 1964-1975, 1979-1981 y 1997-2018              |        |
| Chevrolet Matiz                 | 2010-2015                                     |        |
| Chevrolet Monte Carlo           | 1981-1984                                     |        |
| Chevrolet Monza                 | 1974-1980                                     |        |
| Chevrolet Nova                  | 1973-1978                                     |        |
| Chevrolet Onix                  | 2019-presente                                 |        |
| Chevrolet Optra                 | 2006-2010                                     |        |
| Chevrolet S-10                  | 1991-2003 2016-2022                           |        |
| Chevrolet Silverado             | 1995-1999 como SUV, 2000-presente como pickup |        |
| Chevrolet Spark/Beat            | 2011-2021                                     |        |
| Chevrolet Styleline             | 1949-1952                                     |        |
| Chevrolet Suburban              | 1987-presente                                 |        |
| Chevrolet Tahoe                 | 2007-presente                                 |        |
| Chevrolet TrailBlazer           | 2002-2008                                     |        |
| Chevrolet Tracker               | 1998-2008 y 2021-presente                     |        |
| Chevrolet Uplander              | 2005-2009                                     |        |
| Chevrolet Vectra                | 2003-2008                                     |        |
| Chevrolet Venture               | 1997-2004                                     |        |
| Chevrolet Zafira                | 2002-2008                                     |        |

## Empresas relacionadas
- Nissan Mexicana, S.A. de C.V.

### Otras subsidiarias de GM en el mundo
- General Motors de Argentina
- General Motors do Brasil
- General Motors de Chile
- GM de Colombia
- General Motors del Ecuador S.A.
- Daewoo GM
- Isuzu